# Jiří Jeslínek
Jiří Jeslínek (* 30. září 1987, Praha) je český fotbalový útočník či záložník a bývalý mládežnický reprezentant, od července 2016 působící v týmu Bohemians Praha 1905. Mimo ČR hrál na klubové úrovni na Ukrajině, v Kazachstánu, Slovinsku a Rumunsku.

## Klubová kariéra
Svoji fotbalovou kariéru začal v pražské Dukle. V průběhu mládeže zamířil do Sparty Praha. K prvnímu ligovému utkání za A-tým "Letenských" nastoupil v 6. kole sezóny 2005/06 proti 1. FC Slovácko (prohra Sparty 0:2), kdy odehrál poslední čtyři minuty. V základní sestavě pak poprvé nastoupil v 16. kole proti FK SIAD Most (výhra Sparty 3:0). V Lize mistrů UEFA debutoval ve stejném ročníku, když nastoupil na posledních 11 minut proti anglickému Arsenal FC. V létě 2006 odešel na hostování do Dynama Českých Budějovic. V zimě se vrátil do svého mateřského celku. Následně odešel hostovat do SIADu Most jako součást výměny za Horsta Siegla, který tehdy zamířil do Sparty. Na podzim roku 2007 působil na hostování v klubu SK Kladno. V průběhu podzimní části ročníku 2008/09 odešel hostovat do střížkovských Bohemians Praha. V zimě se vrátil do svého kmenového mužstva a získal s ním domácí pohár. V létě 2009 odešel na druhé hostování, tentokrát roční, do střížkovké "Bohemky".
Před jarem 2011 přestoupil na Ukrajinu, kde podepsal kontrakt na 3,5 roku s týmem FK Kryvbas Kryvyj Rih. Ten v červnu 2013 zbankrotoval. Jeslínek se následně vrátil do České republiky, kde v červenci podepsal roční smlouvu s klubem FK Mladá Boleslav. Celkem odehrál v Boleslavi 8 ligových střetnutí, branku nevstřelil.
V lednu 2014 odešel opět do zahraničí, tentokrát do kazašského Tobolu Kostanaj, kde se setkal s krajany Ondřejem Kušnírem a Štěpánem Kučerou. Jarní část ročníku 2014/15 strávil ve slovinském mužstvu NK Celje.
V červenci 2015 posílil český výběr fotbalistů bez angažmá pod hlavičkou ČAFH, který na mezinárodním evropském turnaji FIFPro vyhrál titul. V srpnu 2015 se dohodl na smlouvě s druholigovým rumunským Rapidem București (i s krajany Tomášem Joslem a Ondřejem Kušnírem). V létě 2016 se vrátil do vlasti, když se na dva roky upsal týmu Bohemians Praha 1905. Nicméně již v zimní přestávce sezóny 2016/17 ePojisteni.cz ligy dostal souhlas k rokování s jinými kluby.

## Reprezentační kariéra
Jiří Jeslínek nastoupil za mládežnické výběry České republiky do 16, 17, 18, 19, 20 a 21 let.

### Reprezentační góly a zápasy
Góly Jiřího Jeslínka v české reprezentaci do 21 let
| Gól | Datum        | Stadion            | Soupeř   | Skóre (min.) | Výsledek | Soutěž                      |
| --- | ------------ | ------------------ | -------- | ------------ | -------- | --------------------------- |
| 010 | 17. 10. 2007 | Kladno             | Arménie  | 02:00 (18.)  | 3:0      | kvalifikace na ME „21“ 2009 |
| 02  | 21. 11. 2007 | Záporoží, Ukrajina | Ukrajina | 00:10 (72.)  | 0:2      | kvalifikace na ME „21“ 2009 |

Zápasy Jiřího Jeslínka v české reprezentaci do 21 let000
| Rok    | Zápasy | Góly |
| ------ | ------ | ---- |
| 2007   | 4      | 2    |
| 2008   | 1      | 0    |
| Celkem | 5      | 2    |